# يورما أوليلا

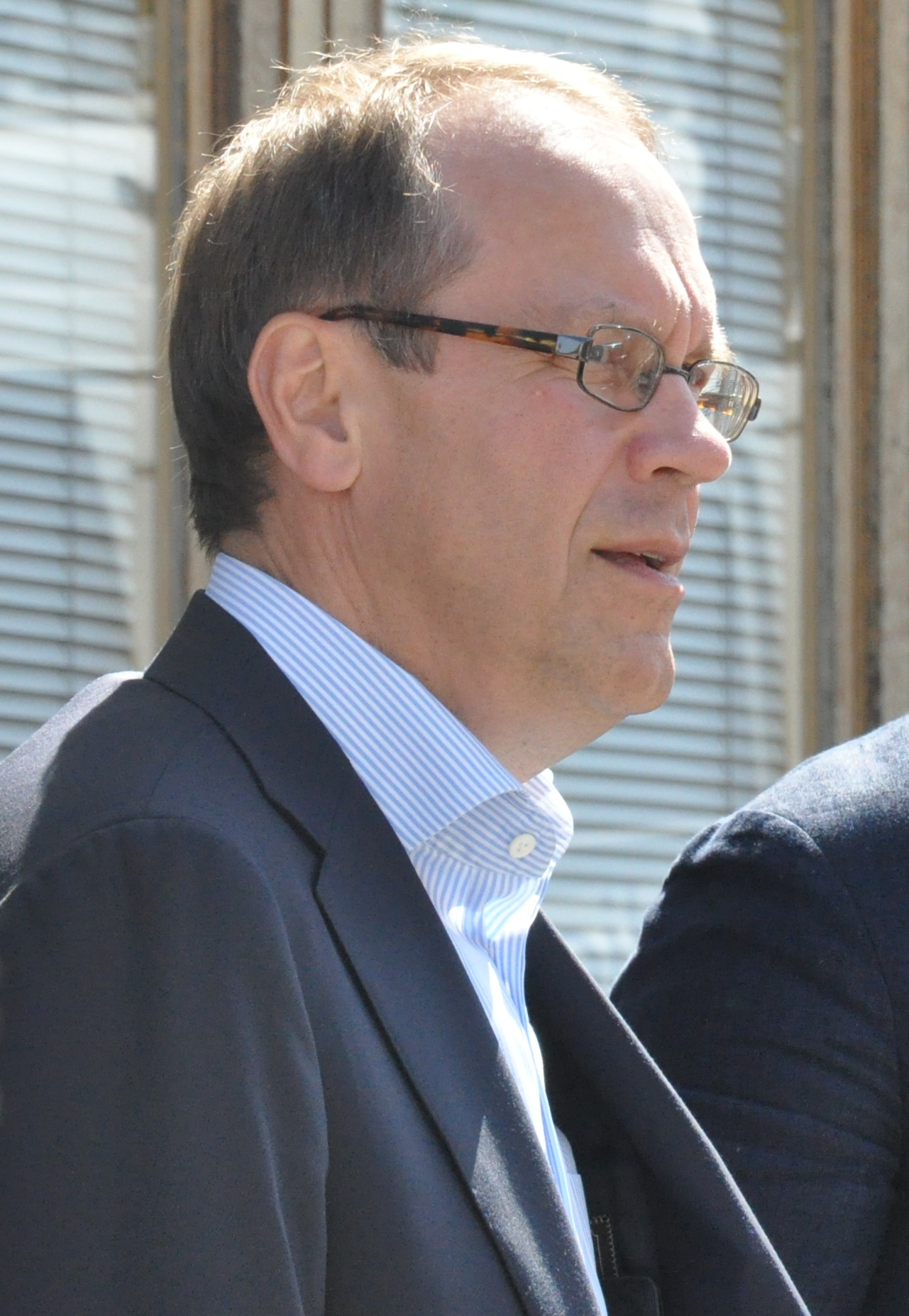
Jorma Ollila (2009)

يورما أولـّيلا (Jorma Ollila؛ سينايوكي، 15 أغسطس 1950) رئيس (1999 -) و كبير الإداريين التنفيذيين السابق بشركة نوكيا (1992-2006) و عضو في مجلس إدارة شركة فورد للسيارات (2000 - )، يو بي إم (1997 -) ، ومجموعة أوتافا للكتب والمجلات المحدودة (1996 -).
أصبح منذ 1 يونيو 2006 رئيس مجلس الإدارة غير التنفيذي لشركة رويال داتش شل و مع استمراره رئيساً غير تنفيذي لشركة نوكيا.

## روابط خارجية
- يورما أوليلا على موقع IMDb (الإنجليزية)
- يورما أوليلا على موقع مونزينجر (الألمانية)
- يورما أوليلا على موقع إن إن دي بي (الإنجليزية)